# 荒野一世情
《荒野一世情》（英語：The Good Old Boys）是一部1995年美國西部冒險電視電影，湯米·李·瓊斯的電影導演處女作。瓊斯也與西席·斯貝西克、麥特·戴蒙、山姆·谢泼德、華金·傑克遜和拉里·馬漢共同擔任主演。該片改編自埃爾默·凱爾頓的同名小說，講述一個年邁的牛仔必須在保持自由的願望和養家糊口的責任之間做出選擇。
《荒野一世情》於1995年3月5日在TNT首播，收穫外界正面居多的口碑。

## 演員
- 湯米·李·瓊斯飾演休伊·卡洛威（Hewey Calloway）
- 泰瑞·金尼（英语：Terry Kinney）飾演華特·卡洛威（Walter Calloway）
- 法蘭西絲·麥朵曼飾演伊芙·卡洛威（Eve Calloway）
- 西席·斯貝西克飾演絲皮琳·倫弗洛（Spring Renfro）
- 麥特·戴蒙飾演柯頓·卡洛威（Cotton Calloway）
- 山姆·谢泼德飾演斯諾特·亞內爾（Snort Yarnell）
- 華金·傑克遜（英语：Joaquin Jackson）飾演韋斯·惠勒警長（Sheriff Wes Wheeler）
- 拉里·馬漢（英语：Larry Mahan）飾演布魯·漢尼根（Blue Hannigan）

## 外部連結
- 互联网电影数据库（IMDb）上《荒野一世情》的资料（英文）